# فابيو سيليستيني
فابيو سيليستيني (مواليد 31 أكتوبر 1975 في لوزان - سويسرا) لاعب كرة قدم سويسري يلعب حاليا لصالح نادي الدرجة الأولى خيتافي الإسباني منذ 2005 في مركز الوسط المدافع.

## روابط خارجية
- فابيو سيليستيني على موقع الاتحاد الدولي (مؤرشف)  (الإنجليزية)
- فابيو سيليستيني على موقع الاتحاد الأوربي (الإنجليزية)
- فابيو سيليستيني على موقع قاعدة بيانات كرة القدم.إي يو (الإنجليزية)
- فابيو سيليستيني على موقع ليكيب (الفرنسية)
- فابيو سيليستيني على موقع ناشيونال فوتبول تيمز (الإنجليزية)
- فابيو سيليستيني على موقع Soccerway.com (الإنجليزية)
- فابيو سيليستيني على موقع عالم كرة القدم.نت (الإنجليزية)